# 삼성 (불교)
불교에서 3성(三性)은 선(善)과 불선(不善)의 기준에 따라, 즉 도덕 · 윤리 · 업(카르마)의 관점에서 일체법을 분류했을 때의 세 갈래인 선(善, 산스크리트어: kuśala, 유익함) · 불선(不善, 산스크리트어: akuśala, 해로움) · 무기(無記, 산스크리트어: avyākrta, 유익하지도 해롭지도 않음)를 가리킨다.
부파불교에서는 결과를 기준으로 보아서 편안하고 즐거운 과보[樂報]를 받을만한 법(法, 특히 마음작용) 즉 자리(自利)의 법을 선(善)이라고 한다. 대승불교에서는 현재 · 미래에 걸쳐 자기와 남을 순익(順益)하는 법(法, 특히 마음작용) 즉 자리이타(自利利他)의 법을 말한다. 순익(順益)에서 순(順)은 '편안하게 하다, 안락하게 하다, 도리(道理)에 따르게 하다'의 뜻이며, 익(益)은 '이롭게 하다, 돕다, 넉넉하게 하다, 향상되게 하다'의 뜻이다. 선의 성질을 선성(善性)이라 한다. 불교에서는 성질과 별도로 존재하는 그 성질을 가진 자 또는 법을 세우지 않기 때문에 선성(善性)은 선(善)과 동의어이다. (참고: 행위자)
불선(不善)은 악(惡)이라고도 하며, 현세나 내세에 자기와 남에게 좋지 않은 결과를 가져올 성질을 가진 법(法, 특히 마음작용)을 말한다. 또는 '평화롭지 않음[不安隱]'을 본질적 성질로 하여 현세나 내세를 좋지 않게 만드는 작용을 하는 어둠의 성질의 법(法, 특히 마음작용)을 말한다. 불선 또는 악의 성질을 불선성(不善性) 또는 악성(惡性)이라 한다. 선성(善性)과 마찬가지로, 불선성 또는 악성은 불선 또는 악과 동의어이다.
무기(無記)는 선도 불선(악)도 아닌 법(法, 특히 마음작용)이다.  선 · 불선 어느 것으로도 기표(記表) · 언표(言表) 또는 기별(記別)할 수 없는 법(法, 특히 마음작용)이기 때문에 무기(無記)라 한다. 기(記)는 선(善) 혹은 악(惡) 혹은 이들 둘 다를 말한다. 선과 악은 각각 애과(愛果)와 비애과(非愛果) 즉 애락할 만한 과보와 애락할 만하지 않은 과보를 낳으며 승자체(勝自體) 즉 뛰어난 자체(自體) 즉 뛰어난 성질이므로 기별(記別)할 수 있기 때문에 기(記)라고 한다. 무기의 성질을 무기성(無記性)이라 한다. 선성(善性)과 마찬가지로, 무기성은 무기와 동의어이다.
한편, 불교의 이러한 선 · 불선 · 무기의 정의는 상당히 상대적이고 개인중심적이고 현실중시주의적인 성격을 가지고 있다. 즉, 비록 불교에서도 절대적인 선 즉 승의선(勝義善)과 절대적인 악 즉 승의불선(勝義不善)을 정의하고 있기는 하지만, 그럼에도 불구하고, 선 · 불선 · 무기에 대한 불교의 정의는 현재의 전체적인 모습보다 나은 상태를 가져오는 것이라면 선이고, 현재의 전체적인 모습과 비슷한 상태를 가져오는 것이라면 무기이고, 현재의 전체적인 모습보다 나쁜 상태를 가져오는 것이라면 불선(악)이라고 정의하는 것이므로, 상당히 상대적이고 인간 개개인 중심적이고 현실을 중시하는 정의라고 할 수 있다.

## 선의 4분류
부파불교의 설일체유부와 대승불교의 유식유가행파와 법상종에 따르면,
모든 선(善, 산스크리트어: kuśala)을 그것이 생겨나는 원인에 따라 분류할 경우 승의선(勝義善) · 자성선(自性善) · 상응선(相應善) · 등기선(等起善)의 네 갈래로 나뉜다. 이 네 가지 갈래를 4종선(四種善) 또는 4선(四善)이라 한다.

### 승의선
승의선(勝義善)의 문자 그대로의 뜻 또는 일반 사전적인 의미는 '궁극적 의미에서의 선(善), 가장 뛰어난 선(善), 최고의 선(善), 가장 훌륭하며 진실한 선(善), 또는, 우주 만유의 평등하고 무차별한 절대적 진리의 선(善)'으로, 불교에서는 무위(無爲)의 선(善), 즉 진해탈(眞解脫: 진실의 해탈), 즉 열반(涅槃)을 말한다. 열반은 최고로 안온(安隱)하며 모든 괴로움이 영원히 적멸해 있기 때문에 승의선이라고 한다.
설일체유부의 5위 75법(五位七十五法)의 법체계에서, 승의선은 무위법 위(位)의 3가지 무위법들, 즉  허공(虛空) · 택멸(擇滅) · 비택멸(非擇滅)의 3무위(三無爲) 중 택멸, 즉 택멸무위에 해당하며, 택멸 또는 택멸무위는 곧 열반을 말한다.
유식유가행파와 법상종의 5위 100법(五位百法)의 법체계에서, 승의선은 무위법 위(位)의 6가지 무위법들 모두, 즉 허공(虛空) · 택멸(擇滅) · 비택멸(非擇滅) · 부동(不動) · 상수멸(想受滅) · 진여(眞如)의 6무위(六無爲) 모두를 말한다.

### 자성선
자성선(自性善)은 본질상 선(善)인 것을 말하는데, 참(慚)과 괴(愧) 그리고 선근(善根)이 자성선에 해당한다. 선근(善根)은 온갖 선을 내는 근본이란 뜻으로, 무탐(無貪) · 무진(無瞋) · 무치(無癡)의 3가지 선을 말한다. 이들을 3선근(三善根)이라고도 하므로, 선근은 3선근과 같은 말이다. 따라서, 자성선은 참(慚) · 괴(愧) · 무탐(無貪) · 무진(無瞋) · 무치(無癡)의 5가지의 선을 말한다. 즉, 이들 5가지는 그 본질상 편안하고 즐거운 과보[樂報]를 낳는 것이며 또는 현재 · 미래에 걸쳐 자기와 남을 순익(順益)하는 것이다.
설일체유부의 5위 75법(五位七十五法)의 법체계에서, 5가지 자성선 중 참(慚) · 괴(愧) · 무탐(無貪) · 무진(無瞋)의 4가지 마음작용은 심소법(心所法: 46가지) 위(位)의 대선지법(大善地法: 10가지)에 속한다. 그러나, 무치(無癡)는 대선지법(大善地法: 10가지)에 속하지 않는데, 그 이유는 무치가 심소법 위(位)의 대지법(大地法: 10가지)에 속한 혜(慧)를 본질로 한다고 보기 때문이다.
반면, 유식유가행파와 법상종의 5위 100법(五位百法)의 법체계에서는, 참(慚) · 괴(愧) · 무탐(無貪) · 무진(無瞋) · 무치(無癡)의 5가지 마음작용이 모두 심소법(心所法: 51가지) 위(位)의 선심소(善心所: 11가지)에 속한다. 즉, 대승불교에서는 무치(無癡)를 혜(慧)와는 구분되는 별도의 본질을 지닌 선(善)으로 규정하고 있다.

### 상응선
상응선(相應善)이란 본질상 무기(無記)이지만 자성선과 상응함으로써 비로소 선(善)이 되는 법(法, 특히 마음작용)을 말한다.
즉, 설일체유부의 5위 75법(五位七十五法)과 유식유가행파의 5위 100법(五位百法)의 법체계에서, 마음(6식 또는 8식, 즉 심왕, 즉 심법)은 그리고 자성선의 마음작용들을 제외한 마음작용(심소법)들은 참(慚) · 괴(愧) · 무탐(無貪) · 무진(無瞋) · 무치(無癡)의 마음작용의 하나 혹은 다수와 상응할 때 비로소 선이 되며, 자성선의 마음작용과 상응하지 않을 때는 선이 되지 않는다. 즉, 마음(6식 또는 8식, 즉 심왕, 즉 심법)과 자성선의 마음작용들을 제외한 마음작용(심소법)들은 자성선과 상응할 경우에만 비로소 편안하고 즐거운 과보를 낳는 것 또는 현재 · 미래에 걸쳐 자기와 남을 이익되게 하는 것, 즉 선(善)이 된다.
달리 말하면, 마음(6식 또는 8식, 즉 심왕, 즉 심법)에 대하여 선심(善心), 선한 마음, 착한 마음 또는 선량한 마음이라고 말할 때, 이것은 마음(6식 또는 8식, 즉 심왕, 즉 심법)이 자성선 중의 하나 혹은 다수와 상응하고 있는 상태를 말한다.
그리고, 마음작용(심소법)의 경우에는,
예를 들어, 신(信: 믿음)과 근(勤: 노력)은 그 자체로는 선도 악도 아닌 무기(無記)인데,  참(慚) · 괴(愧) · 무탐(無貪) · 무진(無瞋) · 무치(無癡)와 상응하게 되면 비로소 선(善)이 된다. 즉, 편안하고 즐거운 과보를 낳는 것 또는 현재 · 미래에 걸쳐 자기와 남을 이익되게 하는 것이 된다. 말하자면, 믿음이 자성선과 상응할 때 비로소 그 믿음은 비로소 맹목적인 믿음이 아니라 "불교적 개념의 선한" 믿음이 되며, 노력이 자성선과 상응할 때 그 노력은 비로소 맹목적인 노력이 아니라 "불교적 개념의 선한" 노력이 된다.
즉, 부파불교의 설일체유부의 관점에서는, 5위 75법(五位七十五法)의 법체계의 심소법(心所法: 46가지) 위(位)의 대선지법(大善地法: 10가지)에 속한 신(信: 믿음)과 근(勤: 노력)은 그냥 일반적인 믿음과 노력을 모두 가리키는 것이 아니며, 반드시 5가지 자성선 중의 하나 혹은 다수와  상응한 상태의 믿음과 노력을 말한다. 이러한 점은 대승불교에서도 마찬가지이다. 즉, 유식유가행파와 법상종의 5위 100법(五位百法)의 법체계의 심소법(心所法: 51가지) 위(位)의 선심소(善心所: 11가지)에 속한 신(信: 믿음)과 근(勤: 노력)은 그냥 일반적인 믿음과 노력을 모두 가리키는 것이 아니며, 반드시 5가지 자성선 중의 하나 혹은 다수와 상응한 상태의 믿음과 노력을 말하는 것이다.
한편, 성질이 불선인 자성불선 등은 자성선의 법과 상응 자체를 할 수가 없으므로, 이들이 상응선이 될 수는 없다. 다만, 자성불선 등을 끊는 것, 즉 마음(6식 또는 8식, 즉 심왕, 즉 심법)이 더 이상 자성불선 등과 상응하지 않는 것은 노력에 의해 가능하다.
이 노력의 진행 과정을 보다 자세히 서술하면, 자기에 대한 반성인 참(慚: 자성선에 속함)과 타인에 대한 반성인 괴(愧: 자성선에 속함)와 상응함으로써 그 결과 현재 상응하고 있는 불선과의 상응의 고리가 1차적으로 끊어진다. 그런 후, 다시, 현재 상응하고 있는 불선의 성격에 비추어 그것을 대치(對治)할 수 있는 성격의 무탐 · 무진 · 무치 중 하나 혹은 다수와 상응함으로써, 그 결과  현재 상응하고 있는 불선과의 상응의 고리가 2차적으로 끊어진다. 그런 후, 다시, 대선지법(大善地法: 10가지) 또는 선심소(善心所: 11가지)의 상응선들 중 현재의 불선을 대치(對治)할 수 있는 정반대의 선과 상응함으로써, 현재의 불선과의 상응의 고리가 3차적으로 끊어지게 된다. 그리고 이 3차적인 끊어짐은 곧 불선으로부터 멀리 떠남[遠離]이며, 또한 이 멀리 떠남[遠離] 그 자체가 곧 여태 상응했던 불선과는 정반대의 선을 완전히 성취한 것이며, 달리 말하면, 악(불선)을 극복한 것이다.
그리고, 이 과정 전체에 일관하는 원리는 악(불선)과 싸우지 않는 것이다. 즉, 오직 선과 상응함으로써 악(불선)과의 상응이 자연히 끊어지게 되고 이에 따른 결과를 일컬어서 악(불선)을 극복하였다고 말하는 것일 뿐이다.  그리고 악(불선)과 싸우지 않는다는 것은 악(불선)에 무지하거나 악(불선)을 무시해도 좋다는 것을 뜻하지 않는다. 1차적인 끊어짐이 생겨나게 하기 위한 참(慚)과 괴(愧)와의 상응, 2차적인 끊어짐이 생겨나게 하기 위한 3선근과의 상응, 3차적인 끊어짐이 생겨나게 하기 위한 상응선과의 상응은 모두 마음(6식 또는 8식, 즉 심왕, 즉 심법)이 현재 상응하고 있는 악(불선)이 무엇인지를 정확히 아는 것을 전제한다. 이런 면에서 선(善)뿐만 아니라 악(불선) 즉 잡염(雜染) 즉 번뇌(煩惱)에 대해서도 밝히 아는 것은 필수적인 사항이다. 그리고 이것은 불교에서 번뇌론이 발달한 이유이기도 하다. (참고: 선심소(善心所), 잡염심소(雜染心所), 번뇌(煩惱))

### 등기선
등기선(等起善)이란 자성선이나 상응선에 상응한 마음(6식 또는 8식, 즉 심왕, 즉 심법)에 의해 일으켜져서 해당 자성선 또는 상응선과 등기(等起: 함께 일어남)하는 신업(身業)과 어업(語業), 그리고 마음(6식 또는 8식, 즉 심왕, 즉 심법)이 자성선이나 상응선과 상응할 때와 이 상응의 결과 해당 자성선이나 상응선이 일어날[現行] 때 일종의 원리들 또는 법칙들로서 등기(等起: 함께 일어남)하는 불상응행법(不相應行法)을 통칭하여 말한다.
설일체유부의 교학에 따르면,
신업(身業)과 어업(語業)에는 각각 표업(表業)과 무표업(無表業)이 있으므로, 여기서의 신업(身業)과 어업(語業)은 구체적으로는 신표업(身表業) · 신무표업(身無表業) · 어표업(語表業) · 어무표업(語無表業)의 4가지를 말한다. 그리고 여기서의 불상응행법(不相應行法)은 5위 75법의 법체계에서 불상응행법(不相應行法) 위(位)의 득(得) · 비득(非得) · 동분(同分) · 무상과(無想果) · 무상정(無想定) · 멸진정(滅盡定) · 명(命) · 생(生) · 주(住) · 이(異) · 멸(滅) · 명신(名身) · 구신(句身) · 문신(文身)의 14가지 법 중에서 득(得)과 생(生) · 주(住) · 이(異) · 멸(滅)의 4상(四相)과 무상정(無想定) · 멸진정(滅盡定)의 2가지 무심정(無心定)의 총 7가지를 말한다.

## 불선의 4분류
불선(不善, 산스크리트어: akuśala)은 악(惡, 산스크리트어: pāpa)이라고도 하며, 현세나 내세에 자기나 남에게 좋지 않은 결과를 가져올 성질을 가진 법(法, 특히 마음작용)을 말한다. 또는 '평화롭지 않음[不安隱]'을 본질적 성질로 하여 현세나 내세를 좋지 않게 만드는 작용을 하는 어둠의 성질의 법(法)을 말한다.
부파불교의 설일체유부와 대승불교의 유식유가행파와 법상종에 따르면,
모든 불선(不善)을 그것이 생겨나는 원인에 따라 분류할 경우 승의불선(勝義不善) · 자성불선(自性不善) · 상응불선(相應不善) · 등기불선(等起不善)의 네 갈래로 나뉜다. 이 네 가지 갈래를 4종불선(四種不善) 또는 4불선(四不善)이라 한다.

### 승의불선
승의불선(勝義不善)은 문자 그대로의 뜻은 '궁극적 의미에서의 불선(不善) 또는 최고의 불선(不善)'으로, 생사법(生死法), 즉 생사윤회를 일으키는 온갖 법, 즉 유루법을 말한다. 이러한 법은 모두 괴로움[苦]을 본질적 성질[自性]로 하기 때문에 지극히 평화롭지 못한[不安隱]데, 이는 마치 고질병과도 같으므로 승의불선이라 한다.

勝義不善。謂生死法。由生死中諸法皆以苦為自性極不安隱猶如痼疾。

승의불선(勝義不善)이란 생사(生死)의 법을 말한다. 즉 생사 중에 존재하는 온갖 법은 모두 괴로움을 자성으로 삼아 지극히 안온하지 않기 때문으로, 이는 마치 고질병과도 같다.
— 《구사론》, 제13권. 한문본 & 한글본

달리 말하면, 궁극적 입장에서 보면, 일체의 유루법(번뇌와 유루의 선, 즉, 도제와 멸제를 제외한 모든 법)은 그것이 불선(악)에 속한 유루법(지금보다 나쁜 결과를 가져올 법)이건,  혹은 무기에 속한 유루법(지금보다 좋지도 나쁘지도 않을 결과를 가져올 법)이건, 혹은, 예를 들어 세간정견(世間正見)과 같은 선(善)에 속한 유루법(지금보다 좋은 결과를 가져올 법)이건 모두 불선(不善) 즉 악(惡)이라고 정의할 수 있다는 것을 말한다. 즉 모든 유루법(번뇌와 유루의 선, 즉, 도제와 멸제를 제외한 모든 법, 즉, 고제와 집제의 모든 법)은 출세간의 무루법이 아니기 때문에 모두 현세나 내세에 자기나 남에게 좋지 않은 결과, 즉 생사윤회를 가져올 수 밖에 없고, 이러한 상태는 평화롭지 않은 상태[不安隱]라는 의미이다. 즉, 궁극적으로 말하자면, 스스로도 생사윤회에서도 벗어나지 못하고 또한 남도 생사윤회를 벗어날 수 있도록 도울 수 없는 상태를 '궁극적 의미에서의 불선(不善) 또는 최고의 불선(不善)'으로 정의할 수 있으며, 또한 이러한 상태를 평화롭지 않은 상태[不安隱]라고 말한다는 것이다. 달리 말해, 세간의 선 · 불선 · 무기는 차례대로 좋은 과보 · 나쁜 과보 · 좋지도 나쁘지도 않은 과보를 낳겠지만 이러한 과보는 모두 세간에 속한 것이므로, 달리 말해, 세간의 모든 선 · 불선 · 무기는 '출세간의 도' 즉 도제에 속한 것이 아니므로 생사윤회를 벗어나게 하지는 못한다. 이런 궁극의 관점에서는 이들 모두를 악 즉 불선 즉 평화롭지 않은 것[不安隱] 즉 고요하지 않은 것[不寂靜] 즉 번뇌라고 한다는  것이다. 

若爾便無一有漏法是無記或善。皆生死攝故。

若據勝義誠如所言。然於此中約異熟說。諸有漏法若不能記異熟果者立無記名。
於中若能記愛異熟說名為善故無有過。

만약 그렇다고 한다면, [다시 말해 생사(生死)를 승의불선이라고 한다면] 유루법으로서 무기이거나 혹은 선한 성질인 것은 아무것도 없지 않겠는가? 그것들은 모두 생사에 포섭되므로 그렇지 않겠는가?

만약 승의에 근거하여 말할 경우 참으로 말한 바와 같겠지만, 여기에서는 이숙에 근거하여 설한 것이다. 즉 온갖 유루법으로서 능히 그 성질을 무엇이라고 기표(記表)할 수 없는 이숙과라면 '무기'라는 명칭을 설정하고, 능히 좋아할 만한[可愛] 이숙과라고 기표할 수 있으면 그것을 일컬어 '선'이라고 하였다. 그렇기 때문에 여기에는 어떠한 허물도 없는 것이다.
— 《구사론》, 제13권. 한문본 & 한글본

승의불선 또는 승의선과 관련된 사항으로, 고타마 붓다는 《잡아합경》 제28권 제785경 〈광설팔성도경〉에서 정견(즉 반야) 등 팔정도의 각각은 좋은 세계로 향하게 하는 것과 출세간으로 향하게 하는 두 가지가 있다고 설하고 있다. 즉, 불교의 교의에서 일반적으로 도제 즉 승의선 즉 출세간의 선법(善法)에 포함시키는 팔정도조차도 궁극의 관점에서 볼 때, 즉, 승의불선 · 승의선의 관점에서 볼 때, 어떻게 쓰는가에 따라 승의불선에 속할 수도 있고 승의선에 속할 수도 있다고 말씀하고 있다.   

T02n0099_p0203a19║一時，佛住舍衛國祇樹給

T02n0099_p0203a20║孤獨園。爾時，世尊告諸比丘……如上說。差別

T02n0099_p0203a21║者：「何等為正見？謂正見有二種，有正見，是

T02n0099_p0203a22║世、俗，有漏、有取，轉向善趣；有正見，是聖、出世

T02n0099_p0203a23║間，無漏、無取，正盡苦，轉向苦邊。何等為正

T02n0099_p0203a24║見有漏、有取，向於善趣？若彼見有施、有說，

T02n0099_p0203a25║乃至知世間有阿羅漢，不受後有，是名世

T02n0099_p0203a26║間正見，世、俗，有漏、有取，向於善趣。何等為正

T02n0099_p0203a27║見是聖、出世間，無漏、不取，正盡苦，轉向苦邊？

T02n0099_p0203a28║謂聖弟子苦苦思惟，集、滅、道道思惟，無漏思

T02n0099_p0203a29║惟相應，於法選擇，分別推求，覺知黠慧，開

T02n0099_p0203b01║覺觀察，是名正見是聖、出世間，無漏、不取，正

T02n0099_p0203b02║盡苦，轉向苦邊。

...

T02n0099_p0204a05║何等為正定？正定有二種。有正定，世、

T02n0099_p0204a06║俗，有漏、有取，轉向善趣；有正定，是聖、出世間，

T02n0099_p0204a07║無漏、不取，正盡苦，轉向苦邊。何等為正定世、

T02n0099_p0204a08║俗，有漏、有取，轉向善趣？若心住不亂、不動、攝

T02n0099_p0204a09║受、寂止、三昧、一心，是名正定世、俗，有漏、有取，

T02n0099_p0204a10║轉向善趣。何等為正定是聖、出世間，無漏、不

T02n0099_p0204a11║取，正盡苦，轉向苦邊？謂聖弟子苦苦思惟，集、

T02n0099_p0204a12║滅、道道思惟，無漏思惟相應心法住，不亂、不

T02n0099_p0204a13║散、攝受、寂止、三昧、一心，是名正定是聖、出世

T02n0099_p0204a14║間，無漏、不取，正盡苦，轉向苦邊。
어느 때 부처님께서는 사위국 기수급고독원에 계셨다.

그때 세존께서 모든 비구들에게 말씀하셨다.……(이 사이의 자세한 내용은 위의 소경에서 설한 것과 같으며, 다만 그와 다른 내용은 다음과 같다.)
어떤 것이 바른 견해인가？ 바른 견해에는 두 가지가 있다. 하나는 세상 사람과 세속의 바른 견해로서 번뇌[漏]가 있고 취함[取]이 있으면서 좋은 세계로 향하는 것이요,또 하나는 성인과 출세간(出世間)의 바른 견해로서 번뇌가 없고 취함이 없어, 바로 괴로움을 없애 괴로움의 끝으로 향하는 것이다.
어떤 것을 세상 사람과 세속의 바른 견해로서 번뇌가 있고 취함이 있으면서 좋은 세계로 향하는 것이라고 하는가？ 만일 그가 보시[施]가 있고 주장[說]이 있음을 보고,……(내지)……이 세상에 어떤 아라한이 있어 후생(後生)에 몸을 받지 않는다는 것을 안다면, 그것이 세간의 바른 견해요, 세상 사람과 세속의 바른 견해로서 번뇌가 있고 취함이 있으면서 좋은 세계로 향하는 것이라고 한다.
어떤 것을 성인과 출세간의 바른 견해로서, 번뇌가 없고 취함이 없어, 바로 괴로움을 없애 괴로움의 끝으로 향하는 것이라고 하는가？ 이른바 거룩한 제자는 괴로움을 괴로움이라 생각하고, 괴로움의 발생[集]ㆍ소멸[滅]도 마찬가지로 생각하며, 소멸에 이르는 길[道]을 소멸에 이르는 길이라 생각하여, 번뇌가 없는 생각과 서로 호응하여, 법을 선택하고 분별하여 깨달아 앎을 구하고 지혜로 깨닫고 관찰한다. 이것을 성인과 출세간의 바른 견해로서, 번뇌가 없고 취함이 없어 바로 괴로움을 없애 괴로움의 끝으로 향하는 것이라고 하느니라.
...
어떤 것이 바른 선정[正定]인가？ 바른 선정에는 두 가지가 있다. 하나는 세상 사람과 세속의 바른 선정으로, 번뇌가 있고 취함이 있으면서 좋은 세계로 향하는 것이요, 하나는 성인과 출세간의 바른 선정으로, 번뇌가 없고 취함이 없어, 바로 괴로움을 없애 괴로움의 끝으로 향하는 것이다. 어떤 것을 세상 사람과 세속의 선정으로, 번뇌가 있고 취함이 있으면서 좋은 세계로 향하는 것이라고 하는가？ 만일 마음이 머물되, 산란하지 않고 동요되지 않으며, 거두어 잡아, 고요히 그치고 삼매에 들어 한마음이 되면, 이것을 세상 사람과 세속의 바른 선정으로서, 번뇌가 있고 취함이 있으면서 좋은 세계로 향하는 것이라고 한다.

어떤 것을 성인과 출세간의 바른 선정으로서 번뇌가 없고 취함이 없어, 바로 괴로움을 없애 괴로움의 끝으로 향하는 것이라고 하는가？ 거룩한 제자는 괴로움을 괴로움이라고 생각하고, 괴로움의 발생[集]ㆍ소멸[滅]도 그렇게 생각하며, 소멸에 이르는 길[道]을 소멸에 이르는 길이라고 생각하여, 번뇌가 없는 생각과 서로 호응하여 마음이 머물되, 산란하지 않고 동요되지 않으며, 거두어 잡아, 고요히 그치고 삼매에 들어 한마음이 되면, 이것을 성인과 출세간의 바른 선정으로서, 번뇌가 없고 취함이 없어, 바로 괴로움을 없애 괴로움의 끝으로 향하는 것이라고 하느니라.— 《잡아함경》 제28권 제785경 〈광설팔성도경〉(廣說八聖道經)    한문본 & 한글본

### 자성불선
자성불선(自性不善)은 본질상 불선(不善)인 것을 말하는데,
무참(無慚)과 무괴(無愧) 그리고 불선근(不善根)이 자성불선에 해당한다. 불선근(不善根)은 온갖 불선을 내는 근본이란 뜻으로, 탐(貪) · 진(瞋) · 치(癡)의 3가지 불선의 마음작용 또는 번뇌를 말하며, 3불선근(三不善根)이라고도 한다. 따라서, 자성불선은 무참(無慚) · 무괴(無愧) · 탐(貪) · 진(瞋) · 치(癡)의 5가지의 마음작용을 말한다. 즉, 이들 5가지는 마음작용은 그 본질상 평화롭지 못한[不安隱] 마음작용들이며 또한 현세나 내세에 자기나 남에게 좋지 않은 결과를 가져올 성질의 마음작용들이다.
즉, 모든 유루법들 중에서 이들 5가지의 마음작용들은 다른 불선법과 상응하거나 다른 불선법에 의해 일으켜질[等起] 필요 없이 그 자체가 바로 불선인 마음작용들로서, 비유하자면 오로지 독(毒)으로 구성된 독약(毒藥)과도 같은 것이다.

### 상응불선
상응불선(相應不善)이란 본질상 무기(無記)이지만 자성불선과 상응함으로써 비로소 불선(不善)이 되는 법을 말한다.
즉, 본질상 무기(無記)인 마음(6식 또는 8식, 즉 심왕, 즉 심법)과 자성불선이 아닌 다른 마음작용들은 무참(無慚) · 무괴(無愧) · 탐(貪) · 진(瞋) · 치(癡)의 5가지의 마음작용들 중 어느 하나 혹은 다수와 상응할 때 비로소 불선이 되며, 상응하지 않을 때는 불선이 되지 않는다. 비유하자면, 마음(6식 또는 8식, 즉 심왕, 즉 심법)과 자성불선이 아닌 다른 마음작용들은 물[水]에 해당하고 이들 5가지 마음작용들 즉 자성불선은 독약(毒藥)에 해당하며 상응불선은 물에 독약이 섞인 상태인 독수(毒水)에 해당한다.

### 등기불선
등기불선(等起善)이란 자성불선이나 상응불선에 상응한 마음(6식 또는 8식, 즉 심왕, 즉 심법)에 의해 일으켜져서 해당 자성불선 또는 상응불선과 등기(等起: 함께 일어남)하는 신업(身業)과 어업(語業), 그리고 마음(6식 또는 8식, 즉 심왕, 즉 심법)이 자성불선이나 상응불선과 상응할 때와 이 상응의 결과 해당 자성불선이나 상응불선이 일어날[現行] 때 일종의 원리들 또는 법칙들로서 등기(等起: 함께 일어남)하는 불상응행법(不相應行法)을 통칭하여 말한다.
비유하자면, 마음(6식 또는 8식, 즉 심왕, 즉 심법)과 자성불선이 아닌 다른 마음작용들은 물[水]에 해당하고 무참(無慚) · 무괴(無愧) · 탐(貪) · 진(瞋) · 치(癡)의 5가지 마음작용들 즉 자성불선은 독약(毒藥)에 해당하며 상응불선은 물에 독약이 섞인 상태인 독수(毒水)에 해당하는데, 등기불선은 젖소(마음, 즉 6식 또는 8식, 즉 심왕, 즉 심법)가 독수(毒水: 상응불선)를 먹음(즉, 상응)에 따라 생겨나는 우유[乳: 등기불선, 즉 불선의 말과 행동과 그에 따라 쌓인 업]에 해당한다.

## 무기의 2분류
무기(無記, 산스크리트어: avyākrta)는 선으로도 불선으로도 기표할 수 없는 법(法, 특히 몸과 마음)을 말한다.
무기(無記)는 승의무기(勝義無記)와 자성무기(自性無記)의 2가지로 분류하는 분류법이 있으며, 또한 유부무기(有覆無記)와 무부무기(無覆無記)의 2가지로 분류하는 분류법이 있다. 후자의 분류법이 더 널리 사용되는 분류법이며 전자를 포괄하는 더 자세하고 발달된 분류법이다. 전자의 분류법은 부파불교의 설일체유부의 교학에서 나오며, 후자의 분류법은 대승불교에서 주로 사용된다.

### 승의무기·자성무기
부파불교의 설일체유부와 대승불교의 유식유가행파와 법상종에 따르면,
모든 무기(無記)를 그것이 생겨나는 원인에 따라 분류할 경우, 무기에는 승의무기(勝義無記)와 자성무기(自性無記)의 2분류만이 있으며, 상응무기(相應無記)와 등기무기(等起無記)는 존재하지 않는다.

#### 승의무기
승의무기(勝義無記)는 《구사론》의 설일체유부의 교학에 따르면 허공무위(虛空無爲)과 비택멸무위(非擇滅無爲)의 2가지 무위법을 말한다.

#### 자성무기
《구사론》에 따르면, 궁극적인 입장에서 본다면, 즉 생사(生死)를 승의불선(勝義不善)이라고 할 때는, 유루법으로서 무기이거나 혹은 선한 성질인 법(法)은 모두 생사(生死)에 포섭되기 때문에 존재하지 않는다고 할 수 있다. 그러나, 이런 승의(勝義)의 관점이 아니라 이숙(異熟)의 관점에서 보아서, 비록 유루법이지만 능히 그 성질을 무엇이라고 기표(記表)할 수 없는 이숙과(異熟果)의 경우 '무기(無記)'라는 명칭을 설정할 수 있다고 보아, 이를 자성무기(自性無記)라고 한다.
《구사론》의 설일체유부의 교학에 따르면, 이숙과는 전생(前生)의 선업(善業)과 악업(惡業)의 결과로서 현생(現生)에서 받는, 즉, 태어날 때 타고나는 과보로서, 18계 중 5색근(五色根), 색(色) · 향(香) · 미(味) · 촉(觸)의 4경(四境), 7심계(七心界)와 법계(法界)가 이숙과이다. 이숙과는 전생의 선업과 악업의 총 결과로서 현생에서 타고나는 선천적인 것이라고 할 수 있다. 즉, 현생에서 타고난 5색근, 4경, 7심계, 법계는 모두 그 자체로는 선업과 악업 모두의 원인에 따른 결과이므로 선도 악도 아닌 무기(無記)라고 할 수 있다는 것이다. 그리고, 선업의 결과인 선과(善果)라고도 결정적으로 말할 수도 없고 악업의 결과인 악과(惡果)라고도 결정적으로 말할 수도 없기 때문에 이숙(異熟: 다르게 익음)이라고 한다.
간단히 말하자면, 자성무기(自性無記)는 현생에서 타고난 몸과 마음을 말한다고 할 수 있다.

### 유부무기·무부무기
유부무기(有覆無記)는 그 자체로는 선도 악도 아닌 무기(無記)이지만 번뇌와 상응하여 함께 일어나는 무기를 말한다.
무부무기(無覆無記)는 번뇌와 상응하지 않으며 성도(聖道: 출세도, 8정도, 도제, 또는 무루지에 의한 정도)를 장애하지 않는 무기(無記)를 말한다.
유부무기와 무부무기는 다음과 같이 세부적으로 분류된다. 유부무기와 무부무기를 통칭하여 7무기(七無記)라고도 한다.
- 유부무기(有覆無記) (1)
- 무부무기(無覆無記)
  - 유위무기(有為無記)
    - 이숙무기(異熟無記) (2)
    - 위의무기(威儀無記) (3)
    - 공교무기(工巧無記) (4)
    - 통과무기(通果無記) (5)
    - 자성무기(自性無記) (6)

  - 무위무기(無為無記) (7)

#### 유부무기
유부무기(有覆無記, 산스크리트어: nivrtāvyākrta)는 한자어 문자 그대로의 뜻은 '가림[覆] 또는 막음[障]이 있는 무기(無記)'로, 그 자체로는 선도 악도 아닌 무기(無記)이지만 번뇌와 상응하여 함께 일어나는 무기를 말한다. 줄여서, 유부(有覆)라고도 한다.
유부무기(有覆無記)는 일단 무기(無記)이기 때문에 이숙과(異熟果: 현생에서 타고나는 몸과 마음)를 낳는 역할을 하지 않는다. 하지만 성도(聖道: 출세도, 8정도, 도제, 또는 무루지에 의한 정도)를 가리며[覆: 덮음] 마음(6식 또는 8식, 즉 심왕, 즉 심법)을 가리는[蔽] 역할을 한다. 이런 뜻에서 유부무기를 부정(不淨: 맑고 명료하지 못함)이라고 말한다. 말하자면, 유부무기는 마음(6식 또는 8식, 즉 심왕, 즉 심법)으로 하여금 맑고 명료하게 보지 못하게 함으로써 수행에 방해가 되는 무기이다. 이런 뜻에서 유부무기를 유부심(有覆心)이라고도 한다.
예를 들어, 욕계의 번뇌들 중에서 유신견(有身見)과 변집견(邊執見)의 2가지 염오견과 상2계(上二界)의 모든 번뇌들, 즉 색계와 무색계의 모든 번뇌들이 유부무기(有覆無記)에 속한다. 상2계(上二界)의 모든 번뇌들은 번뇌이기 때문에 본질적으로 유부(有覆)이고 선정의 힘에 의해 감추어져 있기 때문에 무기(無記)이다.

#### 무부무기
무부무기(無覆無記, 산스크리트어: anivrtāvyākrta)는 한자어 문자 그대로의 뜻은 '가림[覆] 또는 막음[障]이 없는 무기(無記)'로, 번뇌와 상응하지 않으며 성도(聖道)를 장애하지 않는 무기(無記)를 말한다. 줄여서 무부(無覆)라고도 하며 정무기(淨無記)라고도 한다.
무부무기는 다시 크게 유위무기(有為無記)와 무위무기(無為無記)의 2종으로 나뉜다.
그리고  유위무기(有為無記)는 다시 이숙무기(異熟無記) · 위의무기(威儀無記) · 공교무기(工巧無記) · 통과무기(通果無記) · 자성무기(自性無記)의 5종으로 나뉜다. 이들 중 자성무기를 제외한 4가지를 각각 이숙생(異熟生) · 위의로(威儀路) · 공교처(工巧處) · 통과심(通果心)이라고도 한다.

##### 유위무기
유위무기(有為無記)는 인연의 화합에 의해 생겨난 무부무기(無覆無記: 번뇌와 상응하지 않으며 성도(聖道)를 장애하지 않는 무기)를 말한다. 이숙무기(異熟無記) · 위의무기(威儀無記) · 공교무기(工巧無記) · 통과무기(通果無記) · 자성무기(自性無記)의 5종이 있다.

###### 이숙무기
이숙무기(異熟無記)는 부파불교의 교학에 따르면, 전생의 업, 즉 전생의 선 · 불선 · 무기의 3업(三業)에 따라 태어날 때 받은 무부무기(無覆無記: 번뇌와 상응하지 않으며 성도(聖道)를 장애하지 않는 무기)의 과보로서의 타고난 몸과 마음(6식, 즉 심왕, 즉 심법: 의근을 포함함)을 말한다. 보다 정확히는, 타고난 5근과 색 · 향 · 미 · 촉과 마음(6식, 즉 심왕, 즉 심법)을 말한다. 또는, 다른 견해로는, 타고난 5근과 향 · 미 · 촉과 마음을 말한다.
이숙과(異熟果) · 이숙생(異熟生) · 이숙생심(異熟生心) 또는 보생심(報生心)이라고도 한다.
대승불교의 교학에 따르면, 이숙무기(異熟無記) 즉 이숙과(異熟果)는 대체적으로 말하자면 부파불교의 교학에서와  마찬가지로 과보로서의 타고난 몸과 마음(8식, 즉 심왕, 즉 심법)을 말한다. 하지만 보다 엄밀히 말하자면, 제7말나식은 4번뇌와 항상 상응하기 때문에 유부(有覆)이며 또한 이숙습기가 아닌 등류습기에 의한 등류과인데 등류과를 포함한 모든 과보는 그 유형이 고 · 낙 혹은 불고불락인데 고 · 낙 · 불고불락은 그 자체로는 선도 불선도 아닌 무기(無記)이기 때문에 제7말나식은 유부무기(有覆無記)이다. 즉, 무부무기가 아니며 따라서 무부무기의 일종인 이숙무기도 아니다. 8식 중 나머지 제8아뢰야식 · 제6의식 · 전5식은 이숙무기인데, 특히 제8아뢰야식이 이 성질이 뚜렷하므로 그냥 이숙(異熟) 또는 진이숙(眞異熟)이라고 한다. 이에 비해 제6의식은 이숙(異熟) 즉 '다르게 익음'의 과정의 결과물로서의 고와 낙을 감수하는 것 즉 '이숙에 의해 생겨난 것[異熟生]'일 뿐이므로 진정한 이숙[眞異熟]인 제8아뢰야식과 구분하여 제6의식을 이숙생(異熟生)이라고 한다.

###### 위의무기
위의무기(威儀無記)는 행(行) · 주(住) · 좌(坐) · 와(臥)와 같은 위의(威儀: 동작)의 상태에서의 색 · 향 · 미 · 촉 또는 향 · 미 · 촉과 이 때의 마음(6식 또는 8식, 즉 심왕, 즉 심법)을 말한다. 즉, 이들 동작을 할 때 관련된 색 · 향 · 미 · 촉의 4경 또는 향 · 미 · 촉의 3경과 마음은 무부무기(無覆無記: 번뇌와 상응하지 않으며 성도(聖道)를 장애하지 않는 무기)라는 것을 말한다. 위의로(威儀路), 위의로무기(威儀路無記), 위의로심(威儀路心) 또는 위의심(威儀心)이라고도 한다.

###### 공교무기
공교무기(威儀無記)는 여러 가지 기술을 행하는 상태에서의 색 · 향 · 미 · 촉 또는 향 · 미 · 촉과 이 때의 마음(6식 또는 8식, 즉 심왕, 즉 심법)을 말한다. 즉, 여러 가지 기술을 행할 때 관련된 색 · 향 · 미 · 촉의 4경 또는 향 · 미 · 촉의 3경과 마음은 무부무기(無覆無記: 번뇌와 상응하지 않으며 성도(聖道)를 장애하지 않는 무기)라는 것을 말한다. 공교심(工巧心), 공교처(工巧處), 공교처무기(工巧處無記) 또는 공교처심(工巧處心)이라고도 한다. 여러 가지 기술이란 몸이나 말로 행하는 조각, 공예, 회화, 시(詩), 노래 등을 말한다.  몸으로 기술을 행할 때의 공교무기를 신공교(身工巧)라고 하고, 말로 기술을 행할 때의 공교무기를 어공교(語工巧)라고 한다.

###### 통과무기
통과무기(通果無記)는 천안통 · 천이통 등의 신통력으로 변화(變化) 또는 자재(自在: 능력)를 나타낼 때의 색 · 향 · 미 · 촉 또는 향 · 미 · 촉과 이 때의 마음(6식 또는 8식, 즉 심왕, 즉 심법)을 말한다. 즉, 신통력에 의해 변화를 나타낼 때 관련된 색 · 향 · 미 · 촉의 4경 또는 향 · 미 · 촉의 3경과 마음은 무부무기(無覆無記: 번뇌와 상응하지 않으며 성도(聖道)를 장애하지 않는 무기)라는 것을 말한다. 능변화심(能變化心), 변화무기(變化無記), 변화심(變化心) 또는 통과심(通果心)이라고도 한다.

###### 자성무기
자성무기(自性無記)는 위의 4가지 유위무기(有為無記), 즉 이숙무기(異熟無記) · 위의무기(威儀無記) · 공교무기(工巧無記) · 통과무기(通果無記)를 제외한, 무부무기(無覆無記: 번뇌와 상응하지 않으며 성도(聖道)를 장애하지 않는 무기)인 모든 유위법을 말한다. 예를 들어, 산하대지(山河大地)의 색 · 향 · 미 · 촉의 4경 또는 향 · 미 · 촉의 3경이 이에 해당한다.

##### 무위무기
무위무기(無為無記)는 인연의 화합에 의해 생겨난 것인 아닌 무위의 무부무기(無覆無記: 번뇌와 상응하지 않으며 성도(聖道)를 장애하지 않는 무기)를 말한다. 허공무위(虛空無為)와 비택멸무위(非擇滅無為)의의 2가지 무위법이 여기에 해당한다. 승의무기(勝義無記)라고도 한다.

## 3성 분별

### 18계
일체법을 나누는 분류 체계 중 18계(十八界)를 선(善) · 불선(不善) · 무기(無記)로 나누면 다음과 같다.
먼저, 18계는 다음과 같이 구성되어 있다.
먼저, 무기(無記)에 속하는 것, 즉 어떤 조건 또는 상황하에서도 무기인 것은 안계 · 이계 · 비계 · 설계 · 신계의 5색근(五色根)과 향계 · 미계 · 촉계의 3경(三境)의 총 8가지 계(界)이다.
나머지 10가지 계(界)는 선 · 불선 · 무기의 3성에 통한다. 즉, 조건 또는 상황에 따라 선, 불선 또는 무기가 될 수 있다. 예를 들어,  7심계(七心界), 즉 안식계 · 이식계 · 비식계 · 설식계 · 신식계 · 의식계의 6식계(六識界)와 의계(意界)는 무탐(無貪) 등의 자성선(自性善: 본래 선인 것)과 상응하는 경우 선(善)이 되고, 탐(貪) 등의 자성불선(自性不善: 본래 불선인 것)과 상응하는 경우 불선(不善)이 되며, 그 밖의 것과 상응하는 것은 무기(無記)가 된다.

### 8식
8식(八識), 즉 아뢰야식, 말나식, 의식, 그리고 안식 · 이식 · 비식 · 설식 · 신식의 5식을 선 · 불선 · 무기의 3성에 따라 분별하면 다음과 같이 나뉜다.
- 아뢰야식: 무부무기(無覆無記)
  - 무부(無覆)는 아뢰야식 자체에는 번뇌가 없기 때문에 불성의 지혜를 부장(覆障: 가리고 막음)하는 성질이 없다는 것을 뜻한다.
  - 무기(無記)는 아뢰야식은 선도 불선도 아닌 무기(無記)이기 때문에 선업과 악업을 보존할 자격을 갖추고 있다는 것을 뜻한다.
- 말나식: 유부무기(有覆無記)
  - 유부(有覆)는 말나식이 항상 소지장(所知障)의 번뇌를 야기하여 불성의 지혜를 부장(覆障: 가리고 막음)하는 아집(我執)과 법집(法執)을 일으킨다는 것을 뜻한다.
  - 무기(無記)는 비록 말나식이 유부(有覆)의 뜻을 가지지만, 그 번뇌가 미세하여 악업을 일으킬 만큼 강하지는 않다는 것을 뜻한다.
- 의식: 무기(無記)
  - 무기(無記)는 의식이 선 · 악 · 무기 중 그 어느 것도 일으킬 수 있다는 것을 뜻한다.
- 5식: 무기(無記)
  - 무기(無記)는 5식이 선 · 악 · 무기 중 그 어느 것도 일으킬 수 있다는 것을 뜻한다.

### 5견
유신견(有身見, 薩迦耶見, 我見, 我所見) · 변집견(邊執見) · 사견(邪見) · 견취(見取) · 계금취(戒禁取)의 5견(五見) 또는 5악견(五惡見)을 선 · 불선 · 무기의 3성에 따라 분별하면 다음과 같이 나뉜다.
- 유신견(有身見, 薩迦耶見, 我見, 我所見): 유부무기(有覆無記)
- 변집견(邊執見): 유부무기(有覆無記)
- 사견(邪見): 불선(不善)
- 견취(見取): 불선(不善)
- 계금취(戒禁取): 불선(不善)

## 참고 문헌
- 권오민 (2003). 《아비달마불교》. 민족사.
- 운허.  동국역경원 편집, 편집. 《불교 사전》. |title=에 외부 링크가 있음 (도움말)
- 세친 지음, 현장 한역, 권오민 번역. 《아비달마구사론》. 한글대장경 검색시스템 - 전자불전연구소 / 동국역경원. |title=에 외부 링크가 있음 (도움말)
- 호법 등 지음, 현장 한역, 김묘주 번역 (K.614, T.1585). 《성유식론》. 한글대장경 검색시스템 - 전자불전연구소 / 동국역경원. K.614(17-510), T.1585(31-1). |title=에 외부 링크가 있음 (도움말)
- (중국어) 星雲. 《佛光大辭典(불광대사전)》 3판. |title=에 외부 링크가 있음 (도움말)
- (중국어) 세친 조, 현장 한역 (T.1558). 《아비달마구사론(阿毘達磨俱舍論)》. 대정신수대장경. T29, No. 1558, CBETA. |title=에 외부 링크가 있음 (도움말)
- (중국어) 호법 등 지음, 현장 한역 (T.1585). 《성유식론(成唯識論)》. 대정신수대장경. T31, No. 1585, CBETA. |title=에 외부 링크가 있음 (도움말)